# Häggit
Häggit ist ein selten vorkommendes Mineral aus der Mineralklasse der „Oxide und Hydroxide“. Es kristallisiert im monoklinen Kristallsystem mit der chemischen Zusammensetzung V3+V4+O2(OH)3 und gehört damit einer speziellen Gruppe der Oxide bzw. Hydroxide, den sogenannten Polyvanadaten (V[5,6]-Vanadate) mit einer Kombination aus Vanadium mit der Oxidationsstufe 3+ und 4+ an. Strukturell zählt Häggit zu den Schichtvanadaten (Phyllovanadaten).
Häggit ist undurchsichtig und entwickelt nur mikroskopisch kleine, nadelige oder flockige Kristalle, die meist zu faserigen oder nierigen Mineral-Aggregaten verbunden sind und sich in Form von krustigen Überzügen sowie Rissfüllungen auf bzw. in anderen Mineralen finden. Im Normalfall ist Häggit von schwarzer Farbe, zeigt aber unter dem Auflichtmikroskop eine gelblichgraue bis dunkelgraue Reflexionsfarbe.

## Etymologie und Geschichte
Erstmals entdeckt wurde Häggit in Gesteinsproben, die einem Bohrkern aus etwa 55 Metern (180–181 Fuß) Tiefe des Bohrlochs „TR-713“ entnommen wurden, das in einer Sandstein-Lagerstätte (NE/4 SE/4 sec. 27, T. 52 N., R 66 W.) nahe der Stadt Carlile im Crook County des US-Bundesstaates Wyoming gebohrt wurde. Beschrieben wurde das Mineral 1957/58 durch Howard T. Evans jr. und Mary E. Mrose, die es nach dem schwedischen Chemiker Gunnar Hägg (1903–1986) benannten.
Typmaterial des Minerals wird im National Museum of Natural History in Washington, D.C., USA (Katalog-Nr. 162623) aufbewahrt.

## Klassifikation
Bereits in der veralteten, aber teilweise noch gebräuchlichen 8. Auflage der Mineralsystematik nach Strunz gehörte der Häggit zur Mineralklasse der „Oxide und Hydroxide“ und dort zur Abteilung der „Vanadiumoxide (Polyvanadate mit V4+/5+)“, wo er zusammen mit Doloresit, Duttonit und Lenoblit die Gruppe der „Schichtvanadate“ mit der System-Nr. IV/G.08 bildete.
Die seit 2001 gültige und von der International Mineralogical Association (IMA) verwendete 9. Auflage der Strunz’schen Mineralsystematik ordnet den Häggit ebenfalls in die Abteilung der „V[5,6]-Vanadate“ ein. Diese ist weiter unterteilt nach der Kristallstruktur, so dass das Mineral entsprechend seiner Zusammensetzung in der Unterabteilung „Schichtvanadate (Phyllovanadate)“ zu finden ist, wo es als einziges Mitglied die unbenannte Gruppe 4.HE.25 bildet.
Auch die vorwiegend im englischen Sprachraum gebräuchliche Systematik der Minerale nach Dana ordnet den Häggit in die Klasse der „Oxide und Hydroxide“ und dort in die Abteilung der „Hydroxide und hydroxyhaltige Oxide“ ein. Hier ist er als einziges Mitglied in der unbenannten Gruppe 06.04.03 innerhalb der Unterabteilung „Hydroxide und hydroxyhaltige Oxide mit verschiedenen Kationen“ zu finden.

## Bildung und Fundorte
Häggit bildet sich in Oxidationszonen von Uran-Vanadium-Lagerstätten des Colorado-Plateau-Typs. Als Begleitminerale sind unter anderem Doloresit, Pyrit und gediegen Selen.
Als seltene Mineralbildung konnte Häggit nur an wenigen Fundorten nachgewiesen werden, wobei bisher (Stand 2014) rund 20 Fundorte bekannt sind. Neben seiner Typlokalität Bohrloch „TR-713“ bei Carlile und der nahe gelegenen Carlile Mine in den nördlichen Black Hills von Wyoming trat das Mineral in den USA noch im Paradox Valley (Montrose County) in Colorado, bei Maggie Creek und Elko im Elko County von Nevada, an mehreren Orten im Grants District (McKinley County und Cibola County) in New Mexico, bei Edgemont (Fall River County) in South Dakota und in der Parco No. 23 Mine im Thompsons District (Grand County) in Utah auf.
Der bisher einzige bekannte Fundort in Deutschland ist die Grube Roter Bär bei Sankt Andreasberg im Oberharz in Niedersachsen.
Weitere bisher bekannte Fundorte sind unter anderem die Valgraveglia Mine (Gambatesa Mine) bei Reppia in der italienischen Metropolitanstadt Genua, die Karamurun Se-U-Lagerstätte am Fluss Ili in Kasachstan, die Srednyaya Padma Mine auf der Halbinsel Zaonezhie am Onegasee in Nordwestrussland und die Dzhentuar-Uran-Lagerstätte in der Kysylkum-Wüste von Usbekistan.

## Kristallstruktur
Häggit kristallisiert monoklin in der Raumgruppe C2/m (Raumgruppen-Nr. 12) mit den Gitterparametern a = 12,17 Å; b = 2,99 Å; c = 4,83 Å und β = 98,2° sowie zwei Formeleinheiten pro Elementarzelle.